# Château de Langenbourg
Le château de Langenbourg (Schloß Langenburg) est un château historique d'Allemagne situé à Langenbourg en Souabe et qui appartient toujours à la famille de Hohenlohe-Langenbourg, de la branche protestante des princes de Hohenlohe.

## Histoire
L'endroit, dans la vallée de la Jagst, était appelé en latin autour de 1226 Landsberg castrum et oppidum, c'est-à-dire le château et forteresse de Landsberg. Il est fortifié à nouveau en 1235 et agrandi. Les deux grosses tours rondes datent de cette époque. Le château de Langenbourg est réaménagé au XVe siècle pour le défendre des incendies et arrangé en résidence princière entre 1610 et 1616 dans le style Renaissance tardive. La cour intérieure et ses galeries, ses tourelles et ses escaliers d'honneur sont alors bâtis. Le château est baroquisé entre 1757 et 1759.
Une restauration importante a lieu après janvier 1963, lorsque des parties du château, au nord et à l'est, sont la proie d'un incendie.

## Aujourd'hui
Un musée a été ouvert dans une partie du château que l'on peut visiter, notamment la chapelle, sept salles (dont la Salle Baroque, la Salle des Archives, la Nouvelle Salle à Manger, la Chambre royale, la Bibliothèque de Féodora, etc.). La famille Hohenlohe-Langenbourg a ouvert en 1950 un café dans la roseraie et un musée d'automobiles allemandes dans les anciennes écuries, en 1970.
Une saison de concerts (Hohenloher Kultursommer) a lieu chaque été dans la Salle Baroque et en septembre des journées du Jardin, où les amateurs de jardinage peuvent acheter des fleurs, des essences rares ou exotiques, pour leurs plantations, ainsi que des instruments de jardinage. 

## Galerie

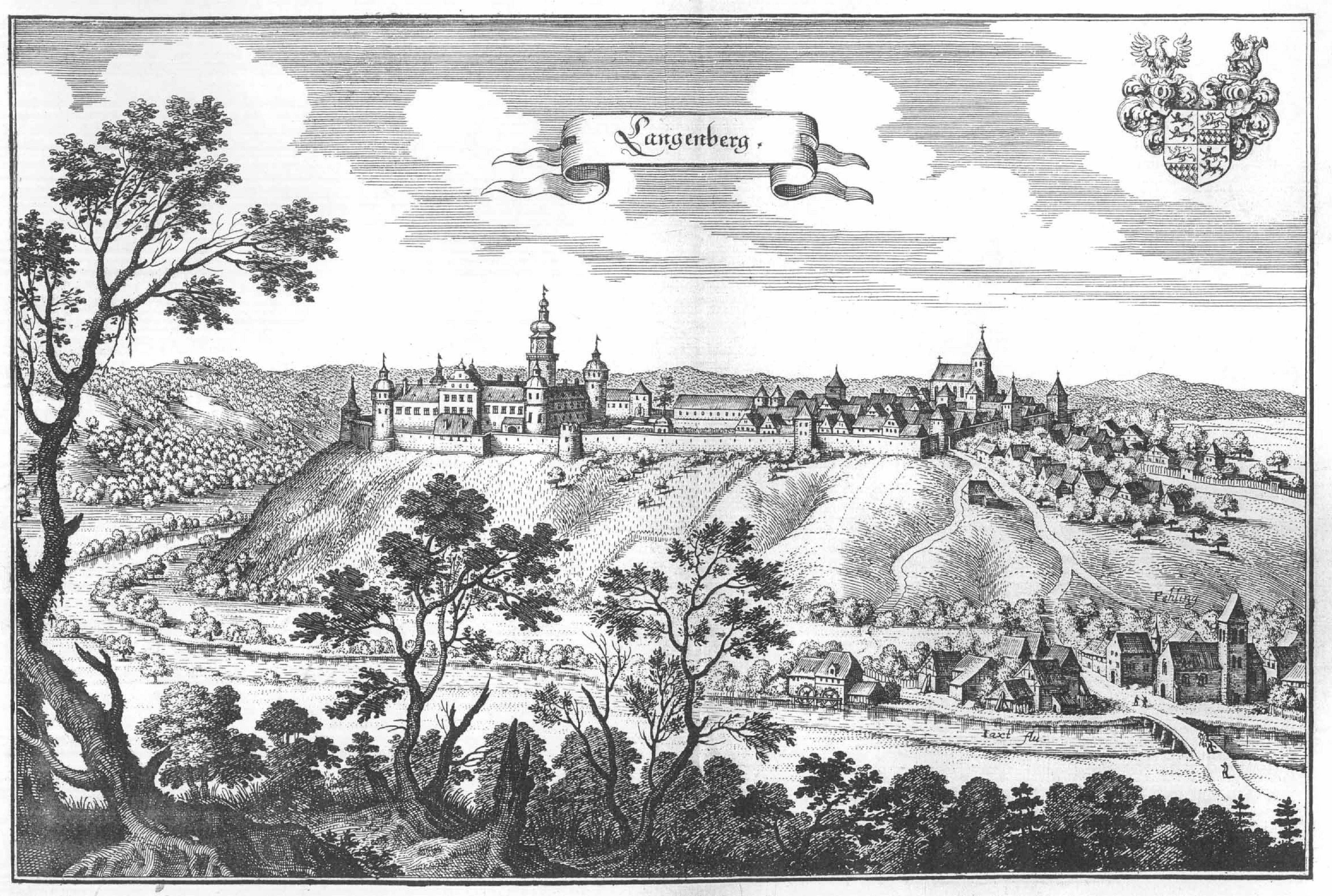
Vue du château en 1648.
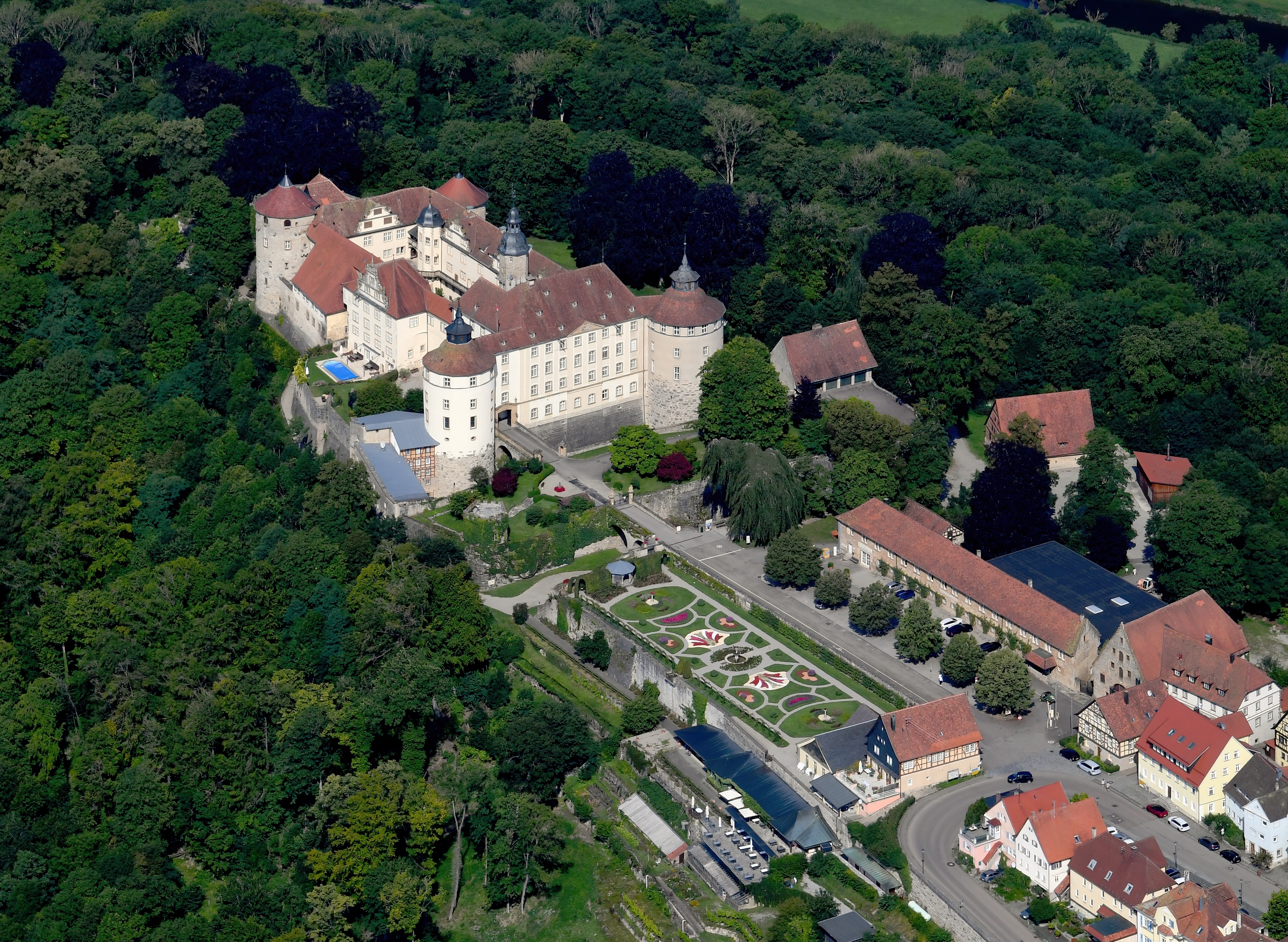
Vue aérienne du château de Langenburg et de ses jardins.
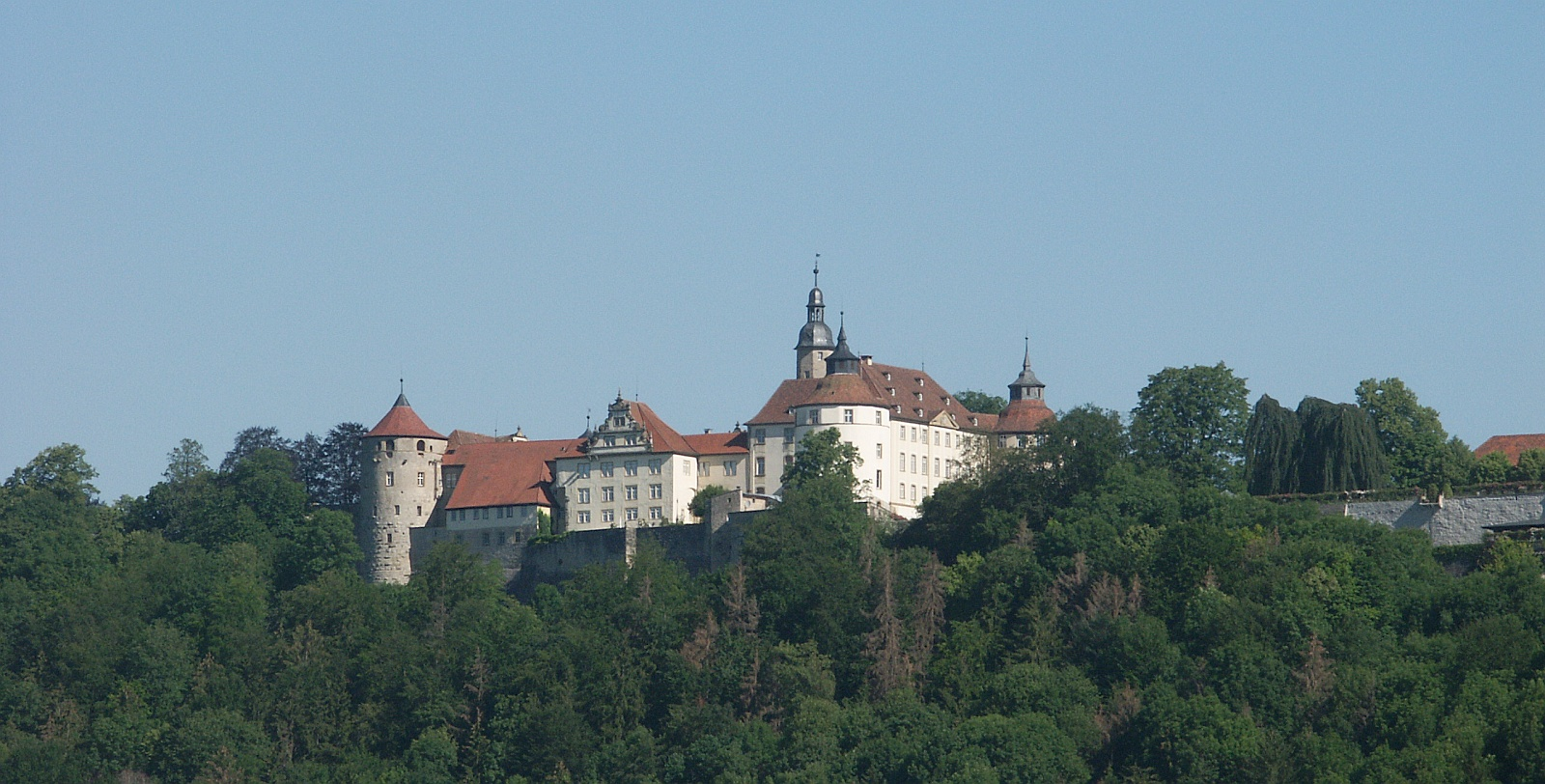
Vue du château en été.
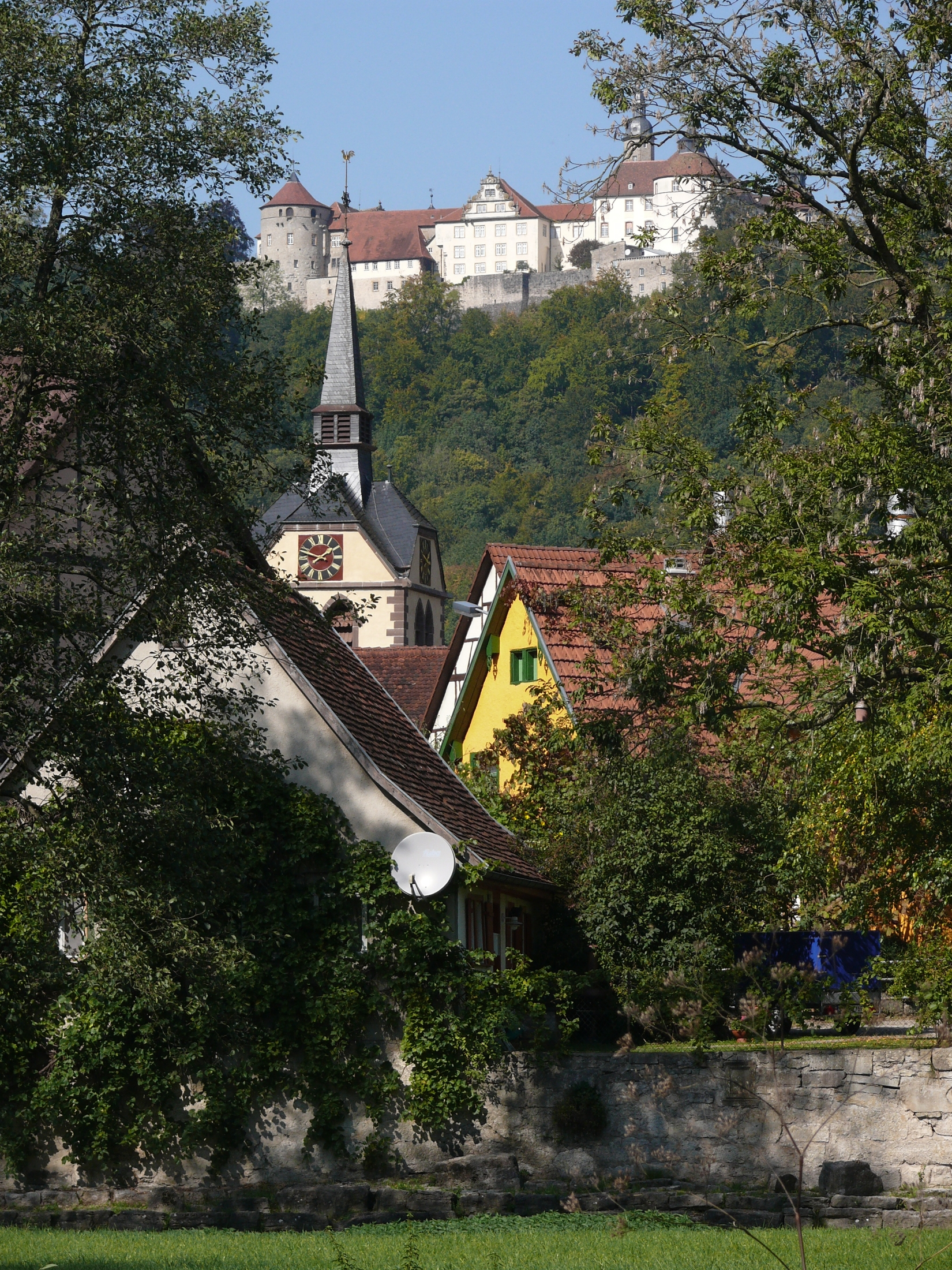
Vue du château du village et de l'église.
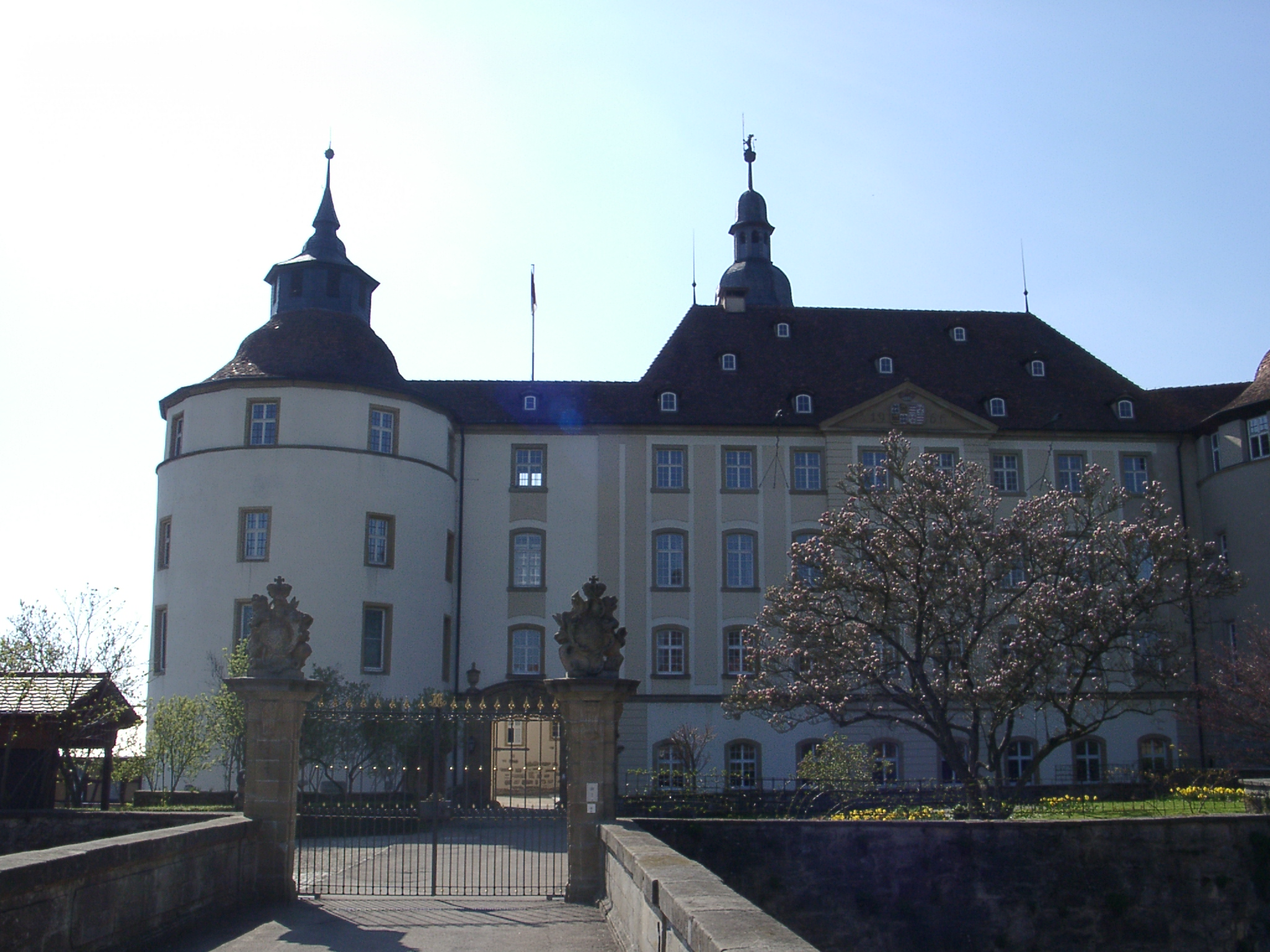
Cour d'Honneur du château.
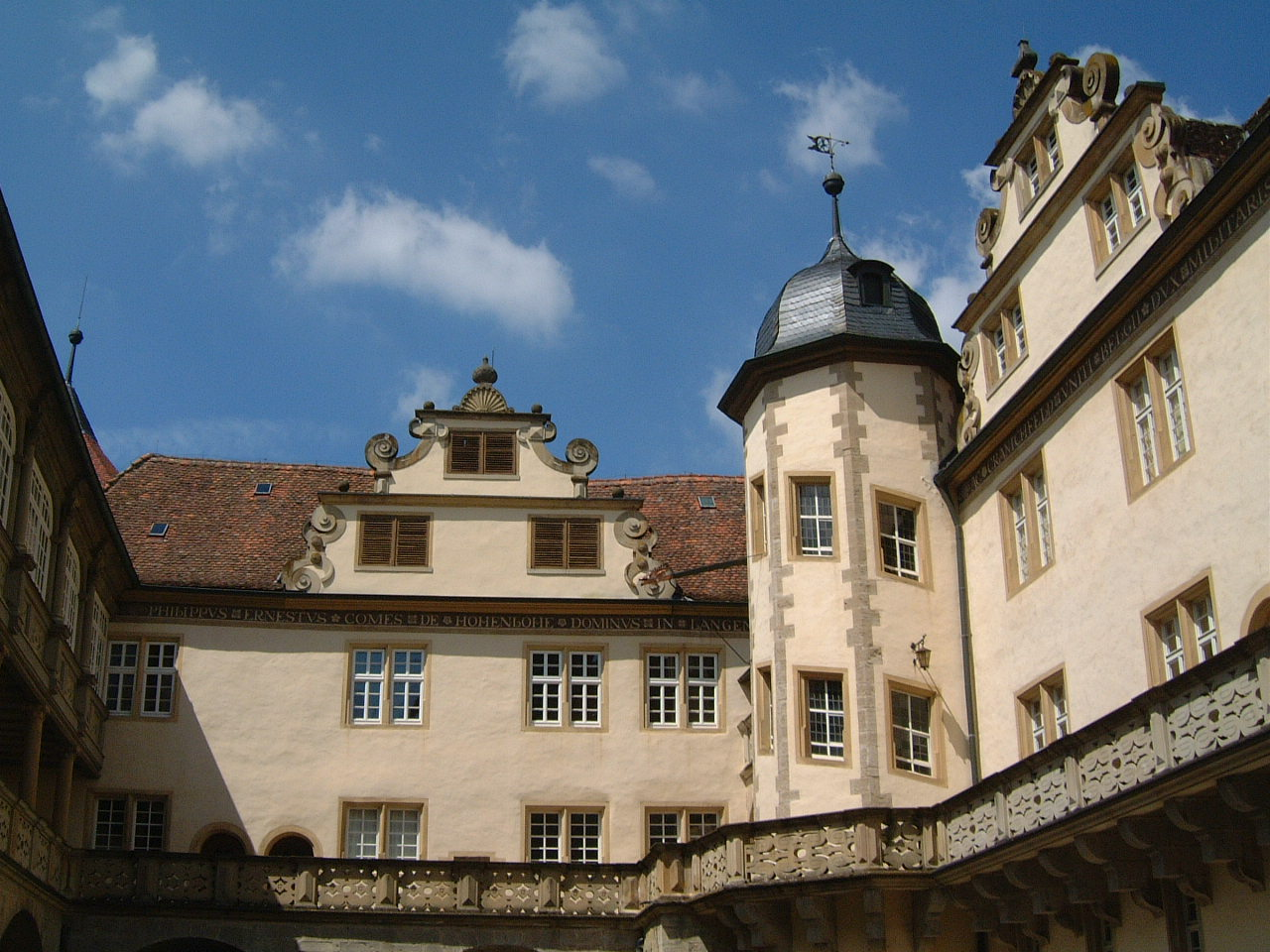
Détail de la cour intérieure.
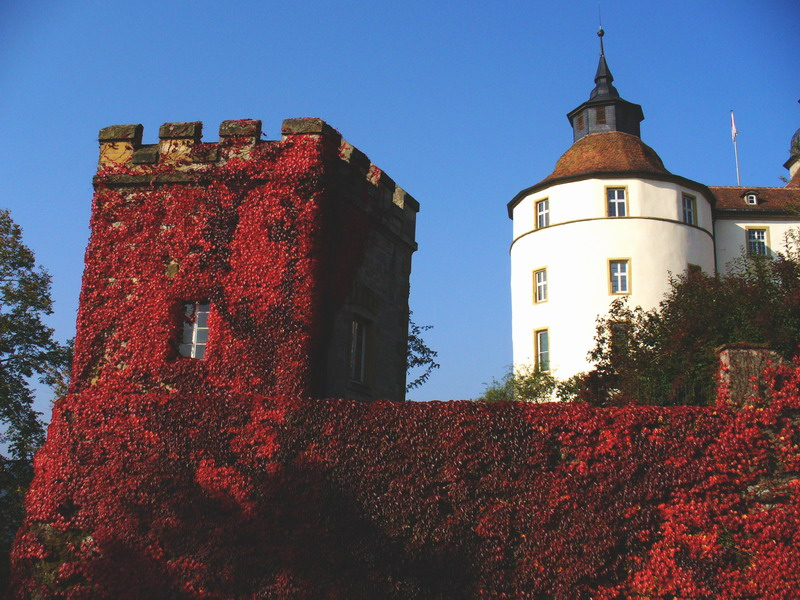
Tour crénelée.
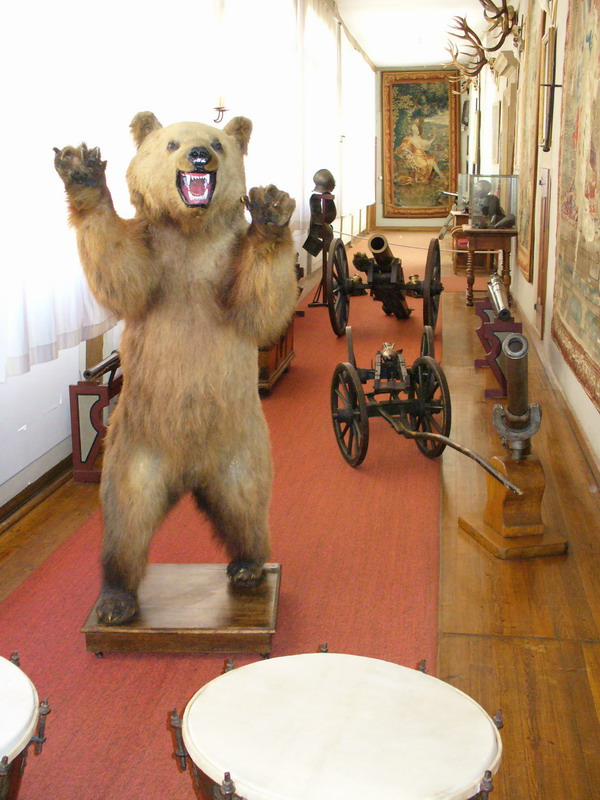
Ours empaillé dans une galerie du musée.
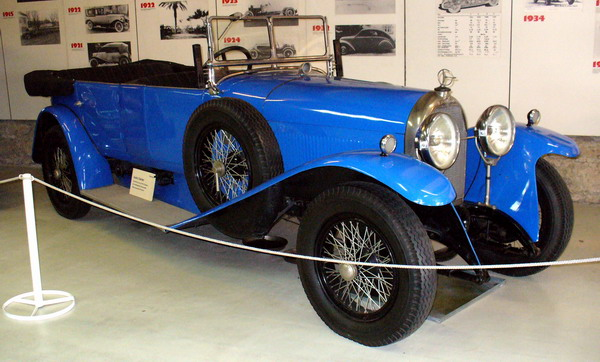
Automobile Daimler (1923) dans le musée automobile.